# 실시간 중합효소 연쇄 반응
실시간 중합효소 연쇄 반응(영어: real-time polymerase chain reaction, real-time PCR, 영어: quantitative real time polymerase chain reaction, qPCR)은 분자생물학에서 중합효소 연쇄 반응을 기반으로 한 실험 방법이다. 실시간 중합효소 연쇄 반응은 표적 DNA분자의 증폭과 양의 측정을 동시에 한다. DNA 샘플의 특정 서열의 검출, 수량 측정 등을 한다. 계량은 실제 복제량 또는 상대적인 비율을 셀 수 있다.

## 이름
실시간 중합효소 연쇄 반응의 줄임말로 qPCR(quantitative PCR)이란 용어도 쓰인다. 실시간 중합효소 연쇄 반응은 종종 qRT-PCR로 불리기도 한다. 한편 "RT-PCR"로 일반적으로 불리는 것은 역전사 중합효소 연쇄 반응(reverse transcription polymerase chain reaction)을 말하며, 실시간 중합효소 연쇄 반응(real-time PCR)이 아니다. 그러나 모든 저자들이 이 관습에 집착하지는 않는다.

## 실험 과정
실험 과정은 일반적인 중합효소 연쇄 반응을 따른다. 중요한 특징은, 증폭된 DNA가 실시간으로 측정된다는 것이다. 이 점이 마지막에서 DNA가 관측이 되는 기본적인 중합효소 연쇄 반응과의 차이점이다. 두 가지의 일반적인 방법이 실시간 중합효소 연쇄 반응에서 사용된다. 
1. 아무 DNA 이중 나선에 끼어들어갈 수 있는 불특정한 형광염색. 상보적인 DNA 목표에 결합한 뒤 검출된다.
2. 올리고뉴클레오타이드로 이루어진 서열-특이적 DNA 탐침. 형광으로 탐침이 라벨되어 있고, 이 또한 상보적인 DNA 목표에 결합한 뒤 검출된다.

종종, 실시간 중합효소 연쇄 반응은 세포 또는 조직의 mRNA와 비번역 RNA를 수량화하기 위해 역전사 중합효소 연쇄 반응과 결합되어 행해진다.

### 주기
실시간 PCR은 적어도 하나의 지정된 파장의 광선으로 각 샘플을 조명하고 여기된 형광단에서 방출되는 형광을 감지하는 기능을 갖춘 열 순환 주기에서 수행된다. Thermal Cycler는 또한 샘플을 빠르게 가열 및 냉각할 수 있으므로 핵산 및 DNA 중합효소의 물리화학적 특성을 활용할 수 있다.
PCR 과정은 일반적으로 25~50회 반복되는 일련의 온도 변화로 구성된다. 이러한 주기는 일반적으로 3단계로 구성된다. 
1. 약 95°C에서 핵산의 이중 사슬을 분리한다.
2. 약 50–60 °C의 온도에서 프라이머가 DNA 주형과 결합하도록 한다.[6]
3. 68–72 °C에서 DNA 중합효소에 의해 수행되는 중합을 촉진한다. 단편의 작은 크기로 인해 이러한 유형의 PCR에서는 일반적으로 효소가 정렬 단계와 변성 단계 사이의 변화 동안 DNA 앰플리콘을 복제할 수 있기 때문에 마지막 단계가 생략된다.
4. PCR에서 사용하는 특정 형광 염료는 약 80°C의 온도로 각 주기에서 몇 초만 지속되는 짧은 온도 단계에서 측정된다.[7]

각 주기에 사용되는 온도와 타이밍은 DNA 합성에 사용되는 효소, 반응에서 2가 이온 및 디옥시리보뉴클레오타이드 삼인산(dNTP)의 농도 및 프라이머의 결합 온도와 같은 다양한 매개변수에 따라 다르다.

## 활용
실험실에서 정량적 중합효소 연쇄 반응에 대한 수많은 응용 프로그램이 있다. 진단 및 기초 연구 모두에 일반적으로 사용된다. 산업에서 이 기술의 사용에는 식품 또는 식물성 물질의 미생물 부하 정량화, GMO(유전자 변형 유기체) 검출, 인간 바이러스 병원체의 정량화 및 유전형 분석이 포함된다.

### 유전자 발현량 측정
전통적인 DNA 검출 방법으로 유전자 발현을 정량화하는 것은 신뢰할 수 없다. 겔 또는 서던 블롯에서 노던 블롯 또는 PCR 산물에서 mRNA의 검출은 정확한 정량을 허용하지 않는다. 예를 들어, 일반적인 PCR의 20~40주기 동안 DNA 산물의 양은 초기 PCR에서 표적 DNA의 양과 직접적인 상관관계가 없는 안정기에 도달한다.
Real-time PCR은 상대적 정량화와 절대 정량화의 두 가지 일반적인 방법으로 핵산을 정량화하는 데 사용할 수 있다. 절대 정량화는 검량선을 사용하여 DNA 표준과 비교하여 표적 DNA 분자의 정확한 수를 제공한다. 따라서 시료의 PCR과 표준물질의 증폭 효율이 동일해야 한다. 상대 정량화는 내부 참조 유전자를 기반으로 하여 표적 유전자 발현의 배수 차이를 결정한다. 정량화는 상보적 DNA(cDNA, mRNA의 역전사에 의해 생성됨)로 해석되는 mRNA의 발현 수준의 변화로 표현된다. 상대적 정량화는 연구된 유전자의 양을 대조 참조 유전자의 양과 비교하기 때문에 보정 곡선이 필요하지 않기 때문에 수행하기가 더 쉽다.
상대 정량화의 결과를 표현하는 데 사용되는 단위가 중요하지 않기 때문에 결과는 여러 다른 RTqPCR에서 비교할 수 있다. 하나 이상의 하우스키핑 유전자를 사용하는 이유는 역전사 및 전체 PCR 과정의 효율성에 영향을 미칠 수 있는 사용된 RNA의 양과 품질의 차이와 같은 비특이적 변이를 수정하기 위함이다. 그러나 이 과정의 가장 중요한 측면은 참조 유전자가 안정적이어야 한다는 것이다.
이러한 참조 유전자의 선택은 전통적으로 RNA 겔의 육안 검사, 노던 블롯 농도 측정 또는 반정량적 PCR(PCR 모방)과 같은 정성적 또는 반정량적 연구를 사용하여 분자 생물학에서 수행되었다. 이제 게놈 시대에는 전사체 기술을 사용하여 많은 유기체에 대해 보다 상세한 추정을 수행하는 것이 가능하다. 그러나 mRNA의 발현을 정량화하는 데 사용되는 대부분의 참조 유전자의 증폭은 실험 조건에 따라 다르다는 연구 결과가 있다. 따라서 가장 적합한 참조 유전자를 선택하기 위해서는 초기에 통계적으로 건전한 방법론적 연구를 수행할 필요가 있다.
주어진 조건에서 사용하기에 가장 적합한 유전자를 검출할 수 있는 많은 통계적 알고리즘이 개발되었다. geNORM 또는 BestKeeper와 같은 것들은 서로 다른 참조 유전자 및 조직의 매트릭스에 대한 쌍 또는 기하학적 평균을 비교할 수 있다.

### 진단
진단 정성적 PCR은 예를 들어 감염성 질환, 암 및 유전적 이상을 진단하는 핵산을 신속하게 검출하기 위해 적용된다. 임상 미생물학 연구실에 정성적 PCR 분석법을 도입함으로써 감염성 질병 진단이 크게 향상되었으며, 진단 테스트에서 신종 인플루엔자 및 코로나바이러스와 같이 새롭게 등장하는 질병을 감지하는 도구로 활용되고 있다.

### 미생물학
정량적 PCR은 식품 안전, 식품 부패 및 발효 분야에서 일하는 미생물학자와 수질(음용수 및 레크리에이션 용수) 및 공중 보건 보호의 미생물 위험 평가에도 사용된다.
qPCR은 또한 환경 샘플에서 채취한 DNA에 있는 유전자의 분류학적 또는 기능적 마커를 증폭하는 데 사용할 수 있다. 마커는 DNA 또는 상보적 DNA의 유전적 단편으로 표시된다. 특정 유전 요소를 증폭함으로써 증폭 전에 샘플에서 요소의 양을 정량화할 수 있다. 분류학적 마커(리보솜 유전자)와 qPCR을 사용하면 샘플에서 미생물의 양을 결정하는 데 도움이 될 수 있으며 마커의 특이성을 기반으로 다른 과, 속 또는 종을 식별할 수 있다. 기능적 마커(단백질 코딩 유전자)를 사용하면 커뮤니티 내에서 유전자 발현을 표시할 수 있으며 이는 환경에 대한 정보를 나타낼 수 있다.

### 식물 병원체 검출
농업 업계는 경제적 손실을 방지하고 건강을 보호하기 위해 병원균이 없는 식물 번식체 또는 묘목을 생산하기 위해 끊임없이 노력하고 있다. 참나무와 다른 종을 죽이는 난균류인 Phytophthora ramorum의 소량의 DNA를 숙주 식물의 DNA와 혼합하여 검출할 수 있는 시스템이 개발되었다. 병원체의 DNA와 식물체의 구별은 각 분류군에 특징적인 리보솜 RNA 유전자의 코딩 영역에 위치한 스페이서인 ITS 염기서열의 증폭에 기초한다. 이 기술의 현장 기반 버전도 동일한 병원체를 식별하기 위해 개발되었다.

### GMO 검출
역전사를 사용하는 qPCR(RT-qPCR)은 DNA 검출 시 감도와 동적 범위를 감안할 때 GMO를 검출하는 데 사용할 수 있다. DNA 또는 단백질 분석과 같은 대안은 일반적으로 덜 민감한다. 형질전환 유전자가 아니라 벡터를 조작하는 과정에서 사용되는 프로모터, 터미네이터 또는 중간 서열을 증폭시키는 특정 프라이머가 사용된다. 형질전환 식물을 생성하는 과정은 일반적으로 하나 이상의 형질전환 유전자 사본의 삽입으로 이어지기 때문에 그 양도 일반적으로 평가된다. 이것은 종종 단일 사본으로만 존재하는 처리된 종의 대조군 유전자를 사용하여 상대적 정량화에 의해 수행된다.

## 같이 보기
- 중합효소 연쇄 반응 (PCR)
- 역전사 중합효소 연쇄 반응 (RT-PCR)